# Région 3 (Territoires du Nord-Ouest)
Pour les articles homonymes, voir région 3.
La région 3 est une division de recensement (en) canadienne des Territoires du Nord-Ouest.